# Halbmarathon-Weltmeisterschaften 2020
Die 24. Halbmarathon-Weltmeisterschaften (offiziell: World Athletics Half Marathon Championships 2020) wurden am 17. Oktober 2020 in Gdynia ausgetragen. Der Leichtathletik-Weltverband World Athletics (damals International Association of Athletics Federations) hatte die Veranstaltung in seiner Sitzung vom 25. November 2017 an die polnische Stadt vergeben. Ursprünglich sollte die Veranstaltung am 29. März 2020 stattfinden, musste aber aufgrund der COVID-19-Pandemie verschoben werden. Außerdem wurde das offene Massenrennen für Amateure gestrichen.

## Streckenverlauf
Der ursprünglich geplante Streckenverlauf mit Start am Skwer Kościuszki sollte zunächst in nordwestlicher Richtung in das Hafengebiet führen, bevor es nach Süden bis zum Stadion Miejski und zur Hala Sportowo-Widowiskowa Gdynia gehen sollte. Von dort verlief der Kurs wieder in Richtung Stadtzentrum und schließlich zum Ziel am Stadtstrand (Plaża Miejska). Im Rahmen der Hygienemaßnahmen änderte man die Strecke in einen viermal zu durchlaufenden, etwa 5,5 Kilometer langen Rundkurs. Start und Ziel blieben dabei aber gleich.

## Ergebnisse

### Männer

#### Einzelwertung
| Platz | Athlet             | Land | Zeit (min) |
| ----- | ------------------ | ---- | ---------- |
| 1     | Jacob Kiplimo      | UGA  | 58:49 CR   |
| 2     | Kibiwott Kandie    | KEN  | 58:54      |
| 3     | Amedework Walelegn | ETH  | 59:08 PB   |
| 4     | Joshua Cheptegei   | UGA  | 59:21 PB   |
| 5     | Andamlak Belihu    | ETH  | 59:32 SB   |
| 6     | Leonard Barsoton   | KEN  | 59:34 SB   |
| 7     | Stephen Mokoka     | RSA  | 59:36 NR   |
| 8     | Morhad Amdouni     | FRA  | 59:40 NR   |

#### Teamwertung
| Platz | Land und Athleten                                                             | Zeit (h)                        |
| ----- | ----------------------------------------------------------------------------- | ------------------------------- |
| 1     | Kenia Kibiwott Kandie (2.) Leonard Barsoton (6.) Benard Kimeli (9.)           | 2:58:10 0:58:54 0:59:34 0:59:42 |
| 2     | Äthiopien Amedework Walelegn (3.) Andamlak Belihu (5.) Leul Gebresilase (10.) | 2:58:25 0:59:08 0:59:32 0:59:45 |
| 3     | Uganda Jacob Kiplimo (1.) Joshua Cheptegei (4.) Victor Kiplangat (16.)        | 2:58:39 0:58:49 0:59:21 1:00:29 |

### Frauen

#### Einzelwertung
| Platz | Athletin            | Land | Zeit (h)     |
| ----- | ------------------- | ---- | ------------ |
| 1     | Peres Jepchirchir   | KEN  | 1:05:16 WRwo |
| 2     | Melat Yisak Kejeta  | GER  | 1:05:18 ARwo |
| 3     | Yalemzerf Yehualaw  | ETH  | 1:05:19 PB   |
| 4     | Zeineba Yimer       | ETH  | 1:05:39 PB   |
| 5     | Ababel Yeshaneh     | ETH  | 1:05:41      |
| 6     | Joyciline Jepkosgei | KEN  | 1:05:58 SB   |
| 7     | Yasemin Can         | TUR  | 1:06:20 NR   |
| 8     | Netsanet Gudeta     | ETH  | 1:06:46 SB   |

#### Teamwertung
| Platz | Land und Athletinnen                                                                  | Zeit (h)                        |
| ----- | ------------------------------------------------------------------------------------- | ------------------------------- |
| 1     | Äthiopien Yalemzerf Yehualaw (3.) Zeineba Yimer (4.) Ababel Yeshaneh (5.)             | 3:16:39 1:05:19 1:05:39 1:05:41 |
| 2     | Kenia Peres Jepchirchir (1.) Joyciline Jepkosgei (6.) Brillian Jepkorir Kipkoech (9.) | 3:18:10 1:05:16 1:05:58 1:06:56 |
| 3     | Deutschland Melat Yisak Kejeta (2.) Laura Hottenrott (26.) Rabea Schöneborn (54.)     | 3:28:42 1:05:18 1:10:49 1:12:35 |